# Calendrier de la saison de cyclo-cross masculine 2010-2011
Navigation
2009-2010 2011-2012
Le calendrier de la saison de cyclo-cross masculine 2010-2011 regroupe des courses de cyclo-cross débutant en septembre 2010 et finissant en février 2011. Les épreuves individuelles sont classées en cinq catégories. La plus haute catégorie regroupe les épreuves de la coupe du monde (CDM), qui donne lieu à un classement. Derrière elles, on retrouve les courses de catégorie C1 et C2, qui attribuent des points pour le classement mondial, ensuite les courses réservées aux moins de 23 ans, appelés également espoirs (catégorie CU) et enfin les courses pour les juniors (catégorie CJ). On retrouve également les championnats nationaux (CN) qui sont organisés dans une vingtaine de pays.

## Classements UCI
Résultat final
| #   | Coureur               | Pays       | Pts   |
| --- | --------------------- | ---------- | ----- |
| 1.  | Sven Nys              | Belgique   | 2 050 |
| 2.  | Niels Albert          | Belgique   | 2 023 |
| 3.  | Kevin Pauwels         | Belgique   | 1 960 |
| 4.  | Zdeněk Štybar         | Tchéquie   | 1 760 |
| 5.  | Francis Mourey        | France     | 1 414 |
| 6.  | Klaas Vantornout      | Belgique   | 1 256 |
| 7.  | Bart Aernouts         | Belgique   | 1 206 |
| 8.  | Philipp Walsleben     | Allemagne  | 1 069 |
| 9.  | Bart Wellens          | Belgique   | 1 063 |
| 10. | Lars van der Haar     | Pays-Bas   | 955   |
| 11. | Gerben de Knegt       | Pays-Bas   | 940   |
| 12. | Christian Heule       | Suisse     | 936   |
| 13. | Tom Meeusen           | Belgique   | 865   |
| 14. | Steve Chainel         | France     | 813   |
| 15. | Jeremy Powers         | États-Unis | 760   |
| 16. | Dieter Vanthourenhout | Belgique   | 700   |
| 17. | Timothy Johnson       | États-Unis | 662   |
| 18. | Rob Peeters           | Belgique   | 612   |
| 19. | Nicolas Bazin         | France     | 597   |
| 20. | Matthieu Boulo        | France     | 583   |

| #   | Nation      | Pts   |
| --- | ----------- | ----- |
| 1.  | Belgique    | 6 033 |
| 2.  | France      | 2 824 |
| 3.  | Tchéquie    | 2 710 |
| 4.  | Pays-Bas    | 2 378 |
| 5.  | États-Unis  | 1 976 |
| 6.  | Allemagne   | 1 924 |
| 7.  | Suisse      | 1 813 |
| 8.  | Italie      | 1 229 |
| 9.  | Espagne     | 1 153 |
| 10. | Pologne     | 875   |
| 11. | Royaume-Uni | 786   |
| 12. | Canada      | 561   |
| 13. | Slovaquie   | 488   |
| 14. | Danemark    | 452   |
| 15. | Japon       | 355   |
| 16. | Suède       | 308   |
| 17. | Croatie     | 260   |
| 18. | Hongrie     | 260   |
| 19. | Luxembourg  | 241   |
| 20. | Autriche    | 205   |
| 21. | Irlande     | 201   |
| 22. | Serbie      | 200   |
| 23. | Roumanie    | 200   |
| 24. | Finlande    | 200   |
| 25. | Australie   | 60    |

| #   | Nation (moins de 23 ans) | Pts   |
| --- | ------------------------ | ----- |
| 1.  | Pays-Bas                 | 1 566 |
| 2.  | Belgique                 | 1 542 |
| 3.  | France                   | 789   |
| 4.  | Suisse                   | 548   |
| 5.  | États-Unis               | 530   |
| 6.  | Allemagne                | 491   |
| 7.  | Italie                   | 402   |
| 8.  | Tchéquie                 | 391   |
| 9.  | Espagne                  | 279   |
| 10. | Pologne                  | 249   |
| 11. | Royaume-Uni              | 218   |
| 12. | Canada                   | 218   |
| 13. | Danemark                 | 215   |
| 14. | Croatie                  | 200   |
| 15. | Hongrie                  | 200   |
| 16. | Roumanie                 | 130   |
| 17. | Autriche                 | 85    |
| 18. | Serbie                   | 80    |
| 19. | Finlande                 | 65    |
| 20. | Luxembourg               | 51    |
| 21. | Suède                    | 23    |
| 22. | Japon                    | 1     |

| #   | Nation (juniors) | Pts |
| --- | ---------------- | --- |
| 1.  | Belgique         | 348 |
| 2.  | France           | 279 |
| 3.  | Tchéquie         | 218 |
| 4.  | Pays-Bas         | 199 |
| 5.  | Suisse           | 193 |
| 6.  | Allemagne        | 181 |
| 7.  | Espagne          | 128 |
| 8.  | États-Unis       | 114 |
| 9.  | Italie           | 99  |
| 10. | Canada           | 69  |
| 11. | Danemark         | 67  |
| 12. | Serbie           | 65  |
| 13. | Croatie          | 65  |
| 14. | Royaume-Uni      | 65  |
| 15. | Irlande          | 65  |
| 16. | Luxembourg       | 65  |
| 17. | Autriche         | 65  |
| 18. | Japon            | 65  |
| 19. | Slovaquie        | 65  |
| 20. | Roumanie         | 65  |
| 21. | Finlande         | 65  |

## Calendrier

### Septembre
| Date | Épreuve                                                                 | Cat. | Vainqueur             | Équipe                             |
| ---- | ----------------------------------------------------------------------- | ---- | --------------------- | ---------------------------------- |
| 11   | Nittany Lion Cross, Breinigsville                                       | C2   | Luke Keough           | Champion Systems-Keough Cyclocross |
| 18   | North American Cyclocross Trophy #1 - Star Crossed Cyclo-cross, Redmond | C2   | Francis Mourey        | FDJ                                |
| 18   | New England Championship Series #1 - Schoolhouse Cyclo-cross, Williston | C2   | Timothy Johnson       | Cannondale-Cyclocrossworld.com     |
| 18   | Charm City Cross 1, Baltimore                                           | C2   | Davide Frattini       | Hüdz-Subaru                        |
| 19   | North American Cyclocross Trophy #2 - Rad Racing Gran Prix, Issaquah    | C2   | Francis Mourey        | FDJ                                |
| 19   | New England Championship Series #2 - Catamount Grand Prix, Williston    | C2   | Timothy Johnson       | Cannondale-Cyclocrossworld.com     |
| 19   | Charm City Cross 2, Baltimore                                           | C2   | Davide Frattini       | Hüdz-Subaru                        |
| 19   | Steenbergcross, Erpe-Mere                                               | C2   | Sven Nys              | Landbouwkrediet                    |
| 22   | Cross Vegas, Las Vegas                                                  | C1   | Francis Mourey        | FDJ                                |
| 25   | USGP of Cyclocross #1 - Planet Bike Cup 1, Sun Prairie                  | C1   | Jeremy Powers         | Cannondale-Cyclocrossworld.com     |
| 25   | The Nor Easter Cyclo-cross at Loon Mountain, Lincoln                    | C2   | Justin Lindine        | BikeReg.com/Joe'S Garage/Scott     |
| 25   | 32e Openingsveldrit van Harderwijk, Harderwijk                          | C2   | Dieter Vanthourenhout | BKCP-Powerplus                     |
| 25   | Toi Toi Cup #1 - Stríbro, Stříbro                                       | C2   | Zdeněk Štybar         | Telenet-Fidea                      |
| 26   | Ellison Park Cyclo-cross, Rochester                                     | C2   | Justin Lindine        | BikeReg.com/Joe'S Garage/Scott     |
| 26   | USGP of Cyclocross #2 - Planet Bike Cup 2, Sun Prairie                  | C2   | Timothy Johnson       | Cannondale-Cyclocrossworld.com     |
| 26   | GP Neerpelt Wisseltrofee Eric Vanderaerden, Neerpelt                    | C2   | Sven Nys              | Landbouwkrediet                    |
| 28   | Toi Toi Cup #2 - Louny, Louny                                           | C2   | Zdeněk Štybar         | Telenet-Fidea                      |

### Octobre
| Date | Épreuve                                                                     | Cat. | Vainqueur                | Équipe                             |
| ---- | --------------------------------------------------------------------------- | ---- | ------------------------ | ---------------------------------- |
| 2    | North American Cyclocross Trophy #3 - Gran Prix of Gloucester 1, Gloucester | C2   | Jeremy Powers            | Cannondale-Cyclocrossworld.com     |
| 2    | Krosstober-fest Weekend 1, San Dimas                                        | C2   | Joachim Parbo            | KCH Leopard Cycles                 |
| 2    | Cyclo-Cross International Podbrezová, Horná Mičiná                          | C2   | Ondřej Bambula           | Cyklo Team Budvar Tábor            |
| 3    | Krosstober-fest Weekend 2, San Dimas                                        | C2   | Daniel Summerhill        | Garmin/Holowesko Partners          |
| 3    | Trophée GvA espoirs #1 - Cyclo-cross de la Citadelle, Namur                 | CU   | Arnaud Jouffroy          | BKCP-Powerplus                     |
| 3    | Trophée GvA #1 - Cyclo-cross de la Citadelle, Namur                         | C2   | Zdeněk Štybar            | Telenet-Fidea                      |
| 3    | North American Cyclocross Trophy #4 - Gran Prix of Gloucester 2, Gloucester | C2   | Timothy Johnson          | Cannondale-Cyclocrossworld.com     |
| 8    | Darkhorse Cyclo-Stampede International Cyclo-cross, Covington               | C2   | Ryan Trebon              | Kona                               |
| 9    | Toi Toi Cup #3 - Uničov, Uničov                                             | C2   | Christoph Pfingsten      | Van Vliet EBH Elshof               |
| 9    | Java Johnny's - Lionhearts International Cyclo-cross, Middletown            | C2   | Jeremy Powers            | Cannondale-Cyclocrossworld.com     |
| 9    | Providence Cyclo-cross 1, Providence                                        | C2   | Timothy Johnson          | Cannondale-Cyclocrossworld.com     |
| 10   | Bio Wheels / United Dairy Farmers Harbin Park International, Cincinnati     | C1   | Jeremy Powers            | Cannondale-Cyclocrossworld.com     |
| 10   | Superprestige juniors #1, Ruddervoorde                                      | CJ   | Laurens Sweeck           |                                    |
| 10   | Superprestige espoirs #1, Ruddervoorde                                      | CU   | Jim Aernouts             | BKCP-Powerplus                     |
| 10   | Superprestige #1, Ruddervoorde                                              | C1   | Zdeněk Štybar            | Telenet-Fidea                      |
| 10   | Providence Cyclo-cross 2, Providence                                        | C2   | Timothy Johnson          | Cannondale-Cyclocrossworld.com     |
| 10   | Trofeo Ciudad de Valladolid Internacional, Valladolid                       | C2   | Javier Ruiz de Larrinaga | MMR-Lizarte                        |
| 10   | National Trophy Series #1 - Abergavenny, Abergavenny                        | C2   | Paul Oldham              | Hope Factory Racing                |
| 14   | Kermiscross, Ardooie                                                        | C2   | Zdeněk Štybar            | Telenet-Fidea                      |
| 16   | Granogue Cross 1 juniors, Wilmington                                        | CJ   | Yannick Eckmann          |                                    |
| 16   | Granogue Cross 1, Wilmington                                                | C2   | Jesse Anthony            | California Giant-Specialized       |
| 16   | Toronto International Cyclo-cross 1, Toronto                                | C1   | Davide Frattini          | Hüdz-Subaru                        |
| 16   | VII Cyclo-cross de Villarcayo juniors, Villarcayo                           | CJ   | Yorben van Tichelt       |                                    |
| 16   | VII Cyclo-cross de Villarcayo, Villarcayo                                   | C2   | Sven Beelen              | Sunweb-Revor                       |
| 17   | Granogue Cross 2 juniors, Wilmington                                        | CJ   | Yannick Eckmann          |                                    |
| 17   | Granogue Cross 2, Wilmington                                                | C2   | Jesse Anthony            | California Giant-Specialized       |
| 17   | Toronto International Cyclo-cross 2, Toronto                                | C2   | Davide Frattini          | Hüdz-Subaru                        |
| 17   | Cyclo-cross International Aigle juniors, Aigle                              | CJ   | Lars Forster             |                                    |
| 17   | Cyclo-cross International Aigle espoirs, Aigle                              | CU   | Vincent Baestaens        | Telenet-Fidea                      |
| 17   | Coupe du monde #1, Aigle                                                    | CDM  | Zdeněk Štybar            | Telenet-Fidea                      |
| 23   | USGP of Cyclocross #3 - Derby City Cup 1, Louisville                        | C1   | Timothy Johnson          | Cannondale-Cyclocrossworld.com     |
| 23   | New England Championship Series #3 - Downeast Cyclo-cross 1, New Gloucester | C2   | Dylan McNicholas         | Pedro's                            |
| 23   | VII Cyclo-cross de Medina de Pomar juniors, Medina de Pomar                 | CJ   | Jonathan Lastra          |                                    |
| 23   | VII Cyclo-cross de Medina de Pomar, Medina de Pomar                         | C2   | Sven Beelen              | Sunweb-Revor                       |
| 24   | New England Championship Series #4 - Downeast Cyclo-cross 2, New Gloucester | C2   | Adam Myerson             | Cycle-Smart                        |
| 24   | GP de la Commune de Contern, Contern                                        | C2   | Steve Chainel            | BBox Bouygues Telecom              |
| 24   | USGP of Cyclocross #4 - Derby City Cup 2, Louisville                        | C2   | Jeremy Powers            | Cannondale-Cyclocrossworld.com     |
| 24   | Coupe du monde #2, Plzeň                                                    | CDM  | Zdeněk Štybar            | Telenet-Fidea                      |
| 26   | 10e Kiremko Nacht van Woerden, Woerden                                      | C2   | Tom Meeusen              | Telenet-Fidea                      |
| 28   | Velká Cena Mešta Tábora, Tábor                                              | C1   | Radomír Šimůnek jr.      | BKCP-Powerplus                     |
| 30   | Toi Toi Cup #4 - Loštice, Loštice                                           | C2   | Ondřej Bambula           | Cyklo Team Budvar Tábor            |
| 30   | Beacon Cross, Bridgeton                                                     | C2   | Valentin Scherz          | Cyfac-Champion System Racing       |
| 30   | North American Cyclocross Trophy #5 - Boulder Cup C2 Cyclo-cross, Boulder   | C2   | Jeremy Powers            | Cannondale-Cyclocrossworld.com     |
| 31   | North American Cyclocross Trophy #6 - Boulder Cup C1 Cyclo-cross, Boulder   | C1   | Timothy Johnson          | Cannondale-Cyclocrossworld.com     |
| 31   | Superprestige juniors #2, Zonhoven                                          | CJ   | Laurens Sweeck           |                                    |
| 31   | Superprestige espoirs #2, Zonhoven                                          | CU   | Lars van der Haar        | Rabobank-Giant Off-Road Team       |
| 31   | Superprestige #2, Zonhoven                                                  | C1   | Zdeněk Štybar            | Telenet-Fidea                      |
| 31   | Challenge la France cycliste de cyclo-cross espoirs #1, Saverne             | CU   | Melvin Rullière          | Charvieu-Chavagneux Isère Cyclisme |
| 31   | Challenge la France cycliste de cyclo-cross #1, Saverne                     | C2   | Steve Chainel            | BBox Bouygues Telecom              |
| 31   | Cyclo-cross de Karrantza, Karrantza                                         | C2   | Egoitz Murgoitio         | Grupo Hirumet Taldea               |
| 31   | Cyclo-cross de Karrantza juniors, Karrantza                                 | CJ   | Abel García              |                                    |
| 31   | Internationales Radquer Steinmaur, Steinmaur                                | C2   | Marcel Wildhaber         | Scott-Swisspower MTB Racing        |
| 31   | HPCX, Jamesburg                                                             | C2   | Valentin Scherz          | Cyfac-Champion System Racing       |
| 31   | National Trophy Series #2 - Ipswich, Ipswich                                | C2   | Liam Killeen             | Trek World Racing                  |

### Novembre
| Date | Épreuve                                                                           | Cat. | Vainqueur             | Équipe                             |
| ---- | --------------------------------------------------------------------------------- | ---- | --------------------- | ---------------------------------- |
| 1    | Trophée GvA juniors #2 - Koppenbergcross, Audenarde                               | CJ   | Danny van Poppel      |                                    |
| 1    | Trophée GvA espoirs #2 - Koppenbergcross, Audenarde                               | CU   | Joeri Adams           | Rabobank-Giant Off-Road Team       |
| 1    | Trophée GvA #2 - Koppenbergcross, Audenarde                                       | C1   | Sven Nys              | Landbouwkrediet                    |
| 1    | Trofeo Ayuntamiento de Muskiz juniors, Muskiz                                     | CJ   | Pablo Rodríguez Guede |                                    |
| 1    | Trofeo Ayuntamiento de Muskiz, Muskiz                                             | C2   | Egoitz Murgoitio      | Grupo Hirumet Taldea               |
| 1    | Cyclo-cross international de Marle, Marle                                         | C2   | Francis Mourey        | FDJ                                |
| 6    | Dam Cross Weekend 1, Los Angeles                                                  | C2   | Adam Craig            | Rabobank-Giant Off-Road Team       |
| 6    | New England Championship Series #5 - The Cycle-Smart International 1, Northampton | C2   | Luke Keough           | Champion System-Keough Cyclocross  |
| 7    | New England Championship Series #6 - The Cycle-Smart International 2, Northampton | C2   | Luke Keough           | Champion System-Keough Cyclocross  |
| 7    | Dam Cross Weekend 2, Los Angeles                                                  | C2   | Adam Craig            | Rabobank-Giant Off-Road Team       |
| 7    | Internationales Radquer Frenkendorf, Frenkendorf                                  | C2   | Christian Heule       | Champion System LBS                |
| 7    | Championnat d'Europe de cyclo-cross juniors, Francfort-sur-le-Main                | CC   | Lars Forster          | Suisse                             |
| 7    | Championnat d'Europe de cyclo-cross moins de 23 ans, Francfort-sur-le-Main        | CC   | Lars van der Haar     | Pays-Bas                           |
| 11   | Cyclo-cross de Nommay juniors, Nommay                                             | CJ   | Fabien Doubey         |                                    |
| 11   | Cyclo-cross de Nommay, Nommay                                                     | C1   | Nicolas Bazin         | Auber 93                           |
| 11   | Fidea Jaarmarktcross Niel, Niel                                                   | C2   | Sven Nys              | Landbouwkrediet                    |
| 13   | Toi Toi Cup #5 - Kutná Hora, Kutná Hora                                           | C2   | Vladimír Kyzivát      | Johnson Controls Aš Mb             |
| 13   | USGP of Cyclocross #5 - Mercer Cup 1 juniors, Fort Collins                        | CJ   | Yannick Eckmann       |                                    |
| 13   | USGP of Cyclocross #5 - Mercer Cup 1, Fort Collins                                | C2   | Geoff Kabush          | Rocky Mountain/Maxxis              |
| 13   | Grand Prix de la Région Wallonne, Dottignies                                      | C2   | Francis Mourey        | FDJ                                |
| 14   | Superprestige juniors #3, Hamme-Zogge                                             | CJ   | Stan Godrie           |                                    |
| 14   | Superprestige espoirs #3, Hamme-Zogge                                             | CU   | Jim Aernouts          | BKCP-Powerplus                     |
| 14   | Superprestige #3, Hamme-Zogge                                                     | C1   | Sven Nys              | Landbouwkrediet                    |
| 14   | USGP of Cyclocross #6 - Mercer Cup 2 juniors, Fort Collins                        | CJ   | Yannick Eckmann       |                                    |
| 14   | USGP of Cyclocross #6 - Mercer Cup 2, Fort Collins                                | C2   | Timothy Johnson       | Cannondale-Cyclocrossworld.com     |
| 14   | Int. Radquerfeldein Lambach/Stadl-Paura, Stadl-Paura                              | C2   | Ondřej Bambula        | Cyklo Team Budvar Tábor            |
| 14   | National Trophy Series #3 - Kirkby Mallory, Kirkby Mallory                        | C2   | Nicolas Bazin         | Auber 93                           |
| 20   | Trophée GvA juniors #3 - GP d'Hasselt, Hasselt                                    | CJ   | Diether Sweeck        |                                    |
| 20   | Trophée GvA espoirs #3 - GP d'Hasselt, Hasselt                                    | CU   | Jim Aernouts          | BKCP-Powerplus                     |
| 20   | Trophée GvA #3 - GP d'Hasselt, Hasselt                                            | C2   | Kevin Pauwels         | Telenet-Fidea                      |
| 20   | Toi Toi Cup #6 - Kolín, Kolín                                                     | C2   | Johannes Sickmüller   | Stevens Racing Team                |
| 20   | North Carolina Grand Prix 1, Hendersonville                                       | C2   | Brian Matter          | Gear Grinder                       |
| 21   | Superprestige juniors #4, Gavere                                                  | CJ   | Jens Vandekinderen    |                                    |
| 21   | Superprestige espoirs #4, Gavere                                                  | CU   | Vincent Baestaens     | Telenet-Fidea                      |
| 21   | Superprestige #4, Gavere                                                          | C1   | Sven Nys              | Landbouwkrediet                    |
| 21   | 7. Internationale Döhlauer Crossrennen, Döhlau                                    | C2   | Christoph Pfingsten   | Van Vliet EBH Elshof               |
| 21   | North Carolina Grand Prix 2, Hendersonville                                       | C2   | Brian Matter          | Gear Grinder                       |
| 21   | Kansai Cyclo-cross Makino Round, Makino                                           | C2   | Keiichi Tsujiura      | Bridgestone Anchor                 |
| 21   | Challenge la France cycliste de cyclo-cross espoirs #2, Miramas                   | CU   | Melvin Rullière       | Charvieu-Chavagneux Isère cyclisme |
| 21   | Challenge la France Cycliste de cyclo-cross #2, Miramas                           | C2   | Francis Mourey        | FDJ                                |
| 26   | Carousel Volkswagen Jingle Cross Rock presented by Scheels 1, Iowa City           | C2   | Jamey Driscoll        | Cannondale-Cyclocrossworld.com     |
| 27   | New England Championship Series #7 - Baystate Cyclo-cross 1, Sterling             | C2   | Jeremy Powers         | Cannondale-Cyclocrossworld.com     |
| 27   | Carousel Volkswagen Jingle Cross Rock presented by Scheels 2, Iowa City           | C2   | Ryan Trebon           | Kona                               |
| 27   | Coupe du monde juniors #1, Coxyde                                                 | CDM  | Laurens Sweeck        | Belgique                           |
| 27   | Coupe du monde espoirs #1, Coxyde                                                 | CDM  | Vincent Baestaens     | Belgique                           |
| 27   | Coupe du monde #3, Coxyde                                                         | CDM  | Niels Albert          | BKCP-Powerplus                     |
| 28   | Carousel Volkswagen Jingle Cross Rock presented by Scheels 3, Iowa City           | C1   | Jamey Driscoll        | Cannondale-Cyclocrossworld.com     |
| 28   | Superprestige juniors #5, Gieten                                                  | CJ   | Jakub Skála           |                                    |
| 28   | Superprestige espoirs #5, Gieten                                                  | CU   | Lars van der Haar     | Rabobank-Giant Off Road Team       |
| 28   | Superprestige #5, Gieten                                                          | C1   | Tom Meeusen           | Telenet-Fidea                      |
| 28   | New England Championship Series #8 - Baystate Cyclo-cross 2, Sterling             | C2   | Jeremy Powers         | Cannondale-Cyclocrossworld.com     |
| 28   | Internationales Radquer Frauenfeld, Frauenfeld                                    | C2   | Christian Heule       | Stevens Racing Team                |
| 28   | National Trophy Series #4 - Southampton, Southampton                              | C2   | Ian Field             | Hargroves Cycles                   |

### Décembre
| Date | Épreuve                                                                     | Cat. | Vainqueur             | Équipe                            |
| ---- | --------------------------------------------------------------------------- | ---- | --------------------- | --------------------------------- |
| 4    | Portland Cup 1 juniors, Portland                                            | CJ   | Yannick Eckmann       |                                   |
| 4    | USGP of Cyclocross #7 - Portland Cup 1, Portland                            | C1   | Jeremy Powers         | Cannondale-Cyclocrossworld.com    |
| 4    | New England Championship Series #9 - NBX GP 1, Warwick                      | C2   | Adam Myerson          | Cycle-Smart                       |
| 5    | New England Championship Series #10 - NBX GP 2, Warwick                     | C2   | Nicholas Keough       | Champion System-Keough Cyclocross |
| 5    | Grand Prix Julien Cajot juniors, Leudelange                                 | CJ   | Maxim Panis           |                                   |
| 5    | Grand Prix Julien Cajot, Leudelange                                         | C2   | Lars Boom             | Rabobank                          |
| 5    | Portland Cup 2 juniors, Portland                                            | CJ   | Yannick Eckmann       |                                   |
| 5    | USGP of Cyclocross #8 - Portland Cup 2, Portland                            | C2   | Jeremy Powers         | Cannondale-Cyclocrossworld.com    |
| 5    | Coupe du monde #4, Igorre                                                   | CDM  | Niels Albert          | BKCP-Powerplus                    |
| 6    | Asteasuko XII Ziklo-Krossa juniors, Asteasu                                 | CJ   | Pablo Rodríguez Guede |                                   |
| 6    | Asteasuko XII Ziklo-Krossa, Asteasu                                         | C2   | Sven Nys              | Landbouwkrediet                   |
| 8    | Gran Premio Santa Barbara, Puente Viesgo                                    | C2   | Isaac Suárez          | Cantabria Infinita-BH             |
| 8    | Cyclo-cross del Ponte juniors, Faè di Oderzo                                | CJ   | Vojtech Nipl          |                                   |
| 8    | Cyclo-cross del Ponte, Faè di Oderzo                                        | C2   | Bart Aernouts         | Rabobank-Giant Off-Road Team      |
| 11   | Trophée GvA espoirs #4 - GP Rouwmoer, Essen                                 | CU   | Lars van der Haar     | Rabobank-Giant Off-Road Team      |
| 11   | Trophée GvA #4 - GP Rouwmoer, Essen                                         | C1   | Sven Nys              | Landbouwkrediet                   |
| 11   | Toi Toi Cup #7 - Mnichovo Hradiště, Mnichovo Hradiště                       | C2   | Jaroslav Kulhavý      | Factory Racing Specialized        |
| 12   | Vlaamse Druivenveldrit, Overijse                                            | C1   | Sven Nys              | Landbouwkrediet                   |
| 12   | Challenge la France cycliste de cyclo-cross espoirs #3, Saint-Jean-de-Monts | CU   | David Menut           |                                   |
| 12   | Challenge la France cycliste de cyclo-cross #3, Saint-Jean-de-Monts         | C2   | Francis Mourey        | FDJ                               |
| 12   | National Trophy Series #5 - Bradford, Bradford                              | C2   | Ian Field             | Hargroves Cycles                  |
| 12   | GP Wetzikon, Wetzikon                                                       | C2   | Christian Heule       | Champion System LBS               |
| 18   | Scheldecross, Anvers                                                        | C1   | Radomír Šimůnek jr.   | BKCP-Powerplus                    |
| 19   | Cyclo-cross International Ciudad de Valencia, Valence                       | C2   | Tom Van den Bosch     | AA Drink Cycling Team             |
| 19   | Coupe du monde juniors #2, Kalmthout                                        | CDM  | Laurens Sweeck        | Belgique                          |
| 19   | Coupe du monde espoirs #2, Kalmthout                                        | CDM  | Vincent Baestaens     | Belgique                          |
| 19   | Coupe du monde #5, Kalmthout                                                | CDM  | Tom Meeusen           | Telenet-Fidea                     |
| 26   | Internationales Radquer Dagmersellen, Dagmersellen                          | C2   | Francis Mourey        | FDJ                               |
| 26   | Coupe du monde juniors #3, Heusden-Zolder                                   | CDM  | Lars Forster          | Suisse                            |
| 26   | Coupe du monde espoirs #3, Heusden-Zolder                                   | CDM  | Wietse Bosmans        | Belgique                          |
| 26   | Coupe du monde #6, Heusden-Zolder                                           | CDM  | Lars Boom             | Rabobank                          |
| 27   | Superprestige juniors #6, Diegem                                            | CJ   | Danny van Poppel      |                                   |
| 27   | Superprestige espoirs #6, Diegem                                            | CU   | Lars van der Haar     | Rabobank-Giant Off-Road Team      |
| 27   | Superprestige #6, Diegem                                                    | C1   | Niels Albert          | BKCP-Powerplus                    |
| 29   | Trophée GvA juniors #5 - Azencross, Loenhout                                | CJ   | Danny van Poppel      |                                   |
| 29   | Trophée GvA espoirs #5 - Azencross, Loenhout                                | CU   | Wietse Bosmans        | BKCP-Powerplus                    |
| 29   | Trophée GvA #5 - Azencross, Loenhout                                        | C1   | Niels Albert          | BKCP-Powerplus                    |
| 30   | Sylvester Cyclo-cross, Bredene                                              | C2   | Zdeněk Štybar         | Telenet-Fidea                     |
| 31   | GP 5 Sterne Region, Beromünster                                             | C2   | Lukas Flückiger       | Trek World Racing                 |

### Janvier
| Date | Épreuve                                                            | Cat. | Vainqueur               | Équipe                  |
| ---- | ------------------------------------------------------------------ | ---- | ----------------------- | ----------------------- |
| 1    | Trophée GvA espoirs #6 - Grand Prix Sven Nys, Baal                 | CU   | Wietse Bosmans          | BKCP-Powerplus          |
| 1    | Trophée GvA #6 - Grand Prix Sven Nys, Baal                         | C1   | Sven Nys                | Landbouwkrediet         |
| 1    | Grand Prix Hotel Threeland, Pétange                                | C2   | Francis Mourey          | FDJ                     |
| 2    | Fidea Cyclo-cross Tervuren juniors, Vossem                         | CJ   | Quentin Jauregui        |                         |
| 2    | Fidea Cyclo-cross Tervuren, Vossem                                 | C1   | Niels Albert            | BKCP-Powerplus          |
| 2    | Radquer Bussnang, Bussnang                                         | C2   | Francis Mourey          | FDJ                     |
| 15   | Kingsport Cyclo-cross Cup, Kingsport                               | C2   | Travis Livermon         | Mock Orange Racing      |
| 15   | 33° Gran Premio Mamma E Papa Guerciotti AM juniors, Segrate        | CJ   | Enrico Scapolan         |                         |
| 15   | 33° Gran Premio Mamma E Papa Guerciotti AM, Segrate                | C2   | Elia Silvestri          | Selle Italia Guerciotti |
| 16   | National Trophy Series #6 - Whitwell, Whitwell                     | C2   | Kenneth Van Compernolle | Style & Concept         |
| 16   | Coupe du monde juniors #4, Pontchâteau                             | CDM  | Clément Venturini       | France                  |
| 16   | Coupe du monde espoirs #4, Pontchâteau                             | CDM  | Matthieu Boulo          | France                  |
| 16   | Coupe du monde #7, Pontchâteau                                     | CDM  | Kevin Pauwels           | Telenet-Fidea           |
| 22   | Kasteelcross Zonnebeke, Zonnebeke                                  | C2   | Rob Peeters             | Telenet-Fidea           |
| 23   | Ispáster, Ispaster                                                 | C2   | Egoitz Murgoitio        | Grupo Hirumet Taldea    |
| 23   | Coupe du monde juniors #5, Hoogerheide                             | CDM  | Laurens Sweeck          | Belgique                |
| 23   | Coupe du monde espoirs #5, Hoogerheide                             | CDM  | Matthieu Boulo          | France                  |
| 23   | Coupe du monde #8, Hoogerheide                                     | CDM  | Niels Albert            | BKCP-Powerplus          |
| 29   | Championnats du monde de cyclo-cross juniors, Saint-Wendel         | CM   | Clément Venturini       | France                  |
| 29   | Championnats du monde de cyclo-cross moins de 23 ans, Saint-Wendel | CM   | Lars van der Haar       | Pays-Bas                |
| 30   | Championnats du monde de cyclo-cross, Saint-Wendel                 | CM   | Zdeněk Štybar           | République tchèque      |

### Février
| Date | Épreuve                                                           | Cat. | Vainqueur         | Équipe                       |
| ---- | ----------------------------------------------------------------- | ---- | ----------------- | ---------------------------- |
| 2    | Parkcross Maldegem, Maldegem                                      | C2   | Sven Nys          | Landbouwkrediet              |
| 5    | Trophée GvA espoirs #7 - Krawatencross, Lille                     | CU   | Jim Aernouts      | Sunweb-Revor                 |
| 5    | Trophée GvA #7 - Krawatencross, Lille                             | C1   | Kevin Pauwels     | Telenet-Fidea                |
| 6    | Superprestige juniors #7, Hoogstraten                             | CJ   | Diether Sweeck    |                              |
| 6    | Superprestige espoirs #7, Hoogstraten                             | CU   | Vincent Baestaens | Team KDL Trans-Your Mover    |
| 6    | Superprestige #7, Hoogstraten                                     | C1   | Sven Nys          | Landbouwkrediet              |
| 12   | Superprestige juniors #8, Middelkerke                             | CJ   | Laurens Sweeck    |                              |
| 12   | Superprestige espoirs #8, Middelkerke                             | CU   | Jim Aernouts      | Sunweb-Revor                 |
| 12   | Superprestige #8, Middelkerke                                     | C2   | Klaas Vantornout  | Sunweb-Revor                 |
| 13   | GP Heuts, Heerlen                                                 | C1   | Kevin Pauwels     | Telenet-Fidea                |
| 19   | Cauberg Cyclo-cross juniors, Valkenburg aan de Geul               | CJ   | Laurens Sweeck    |                              |
| 19   | Cauberg Cyclo-cross espoirs, Valkenburg aan de Geul               | CU   | Lars van der Haar | Rabobank-Giant Off Road Team |
| 19   | Cauberg Cyclo-cross, Valkenburg aan de Geul                       | C2   | Bart Wellens      | Telenet-Fidea                |
| 19   | G.P. Stad Eeklo, Eeklo                                            | C2   | Klaas Vantornout  | Sunweb-Revor                 |
| 20   | Trophée GvA espoirs #8 - Internationale Sluitingsprijs, Oostmalle | CU   | Lars van der Haar | Rabobank-Giant Off Road Team |
| 20   | Trophée GvA #8 - Internationale Sluitingsprijs, Oostmalle         | C1   | Niels Albert      | BKCP-Powerplus               |

## Championnats nationaux (CN)
| Nation                                             | Élites hommes                                   | Moins de 23 ans hommes                         | Juniors hommes                               |
| -------------------------------------------------- | ----------------------------------------------- | ---------------------------------------------- | -------------------------------------------- |
| Allemagne 8-9 janvier 2011                         | Philipp Walsleben BKCP-Powerplus                | Ole Quast Harvestehuder RV 1909 e.V.           | Silvio Herklotz RSV Werner Otto Berlin e.V.  |
| Autriche 9 janvier 2011                            | Peter Presslauer Rad Club Reutte                | Alexander Gehbauer ARBÖ ASKÖ Klagenfurt        | Lukas Zeller RC ARBÖ-ASKÖ Mazda Eder Walding |
| Belgique 8-9 janvier 2011                          | Niels Albert BKCP-Powerplus                     | Joeri Adams Rabobank-Giant Off Road Team       | Laurens Sweeck KDL Cyclingteam               |
| Canada 7 novembre 2010                             | Chris Sheppard Rocky Mountain Bicycles-Shimano  | Evan McNeely EMD Serono/Specialized CC         | Benjamin Perry St. Catharines Cycling Club   |
| Croatie 16 janvier 2011                            | Dani Simcić                                     | Sanjin Sirotić                                 | Bruno Maltar                                 |
| Espagne 8-9 janvier 2011                           | Javier Ruiz de Larrinaga MMR-Lizarte            | Jon Ander Insausti Sel. Euskadi                | Pablo Rodríguez Sel. Galicia                 |
| États-Unis 11-12 décembre 2010                     | Todd Wells Specialized Factory Racing           | Daniel Summerhill Garmin/Holowesko Partners    | Jeffrey Bahnson Van Dessel Factory Team      |
| Finlande 10 octobre 2010                           | Kimmo Kananen                                   |                                                | Artturi Pensasmaa                            |
| France 8-9 janvier 2011                            | Francis Mourey FDJ                              | Matthieu Boulo Roubaix Lille Métropole         | Fabien Doubey SC Arinthod Foyer Rural        |
| Grande-Bretagne 9 janvier 2011                     | Paul Oldham Hope Factory Racing                 | Luke Gray                                      | Hugo Robinson                                |
| Hongrie 9 janvier 2011                             | Szilárd Buruczki                                | János Panyi                                    |                                              |
| Irlande 9 janvier 2011                             | Robin Seymour                                   |                                                | Matthew Adair                                |
| Italie 9 janvier 2011                              | Marco Aurelio Fontana Cannondale Factory Racing | Elia Silvestri Selle Italia Guerciotti         | Federico Zurlo ASD Postumia 73 Dino          |
| Japon 12 décembre 2010                             | Keiichi Tsujiura Bridgestone Anchor             |                                                | Toki Sawada                                  |
| Luxembourg 9 janvier 2011                          | Jempy Drucker Verandas Willems-Accent           | Pit Schlechter Differdange Magic-SportFood.de  | Tom Schwarmes                                |
| Pays-Bas 9 janvier 2011                            | Lars Boom Rabobank                              | Lars van der Haar Rabobank-Giant Off Road Team | Danny van Poppel                             |
| Pologne 9 janvier 2011                             | Mariusz Gil                                     | Marek Konwa                                    |                                              |
| République-tchèque 11 décembre 2010-8 janvier 2011 | Zdeněk Štybar Telenet-Fidea                     | Tomáš Paprstka Remerx Cycling Team Kolín       | Jakub Skála Cyklo Team Budvar Tábor          |
| Roumanie 31 octobre 2010                           | Eduard-Michael Grosu                            | Eduard-Michael Grosu                           |                                              |
| Slovaquie 11 décembre 2010                         | Róbert Gavenda Telenet-Fidea                    |                                                | Ondřej Glajza                                |
| Suède 13 novembre 2010                             | Emil Lindgren                                   | Jesper Dahlström                               |                                              |
| Suisse 9 janvier 2011                              | Christian Heule EKZ Racing Team                 | Arnaud Grand Telenet-Fidea                     | Lars Forster Tower Sport VC Eschenbach       |

## Records de victoires

### Par coureur
|    | Nom               | Tot. | Équipe                         | CDM/CM | C1 | C2/CN | CDM/CM/CC (U23) | CU/CN (U23) |
| -- | ----------------- | ---- | ------------------------------ | ------ | -- | ----- | --------------- | ----------- |
| 1  | Sven Nys          | 12   | Landbouwkrediet                | -      | 7  | 5     | -               | -           |
| 2  | Zdeněk Štybar     | 11   | Telenet-Fidea                  | 3      | 2  | 6     | -               | -           |
| 3  | Francis Mourey    | 11   | FDJ                            | -      | 1  | 10    | -               | -           |
| 4  | Jeremy Powers     | 10   | Cannondale-Cyclocrossworld.com | -      | 3  | 7     | -               | -           |
| 5  | Timothy Johnson   | 9    | Cannondale-Cyclocrossworld.com | -      | 2  | 7     | -               | -           |
| 6  | Niels Albert      | 8    | BKCP-Powerplus                 | 3      | 4  | 1     | -               | -           |
| 7  | Lars van der Haar | 8    | Rabobank-Giant Off-Road Team   | -      | -  | -     | 2               | 6           |
| 8  | Vincent Baestaens | 5    | Telenet-Fidea                  | -      | -  | -     | 2               | 3           |
| 9  | Jim Aernouts      | 5    | Sunweb-Revor                   | -      | -  | -     | -               | 5           |
| 10 | Kevin Pauwels     | 4    | Telenet-Fidea                  | 1      | 2  | 1     | -               | -           |

### Par pays
|    | Pays            | Vict. | CDM/CM | C1 | C2 | CDM/CM/CC (U23) | CU (U23) |
| -- | --------------- | ----- | ------ | -- | -- | --------------- | -------- |
| 1  | Belgique        | 50    | 5      | 14 | 17 | 3               | 11       |
| 2  | États-Unis      | 40    | -      | 6  | 34 | -               | -        |
| 3  | France          | 20    | -      | 2  | 12 | 2               | 4        |
| 4  | Tchéquie        | 17    | 3      | 4  | 10 | -               | -        |
| 5  | Pays-Bas        | 10    | 1      | -  | 1  | 2               | 6        |
| 6  | Suisse          | 7     | -      | -  | 7  | -               | -        |
| 7  | Espagne         | 5     | -      | -  | 5  | -               | -        |
| -  | Italie          | 5     | -      | -  | 5  | -               | -        |
| 9  | Grande-Bretagne | 4     | -      | -  | 4  | -               | -        |
| 10 | Allemagne       | 3     | -      | -  | 3  | -               | -        |

### Par équipes
|    | Équipes                            | Vict. | CDM/CM | C1 | C2/CN | CDM/CM/CC (U23) | CU/CN (U23) |
| -- | ---------------------------------- | ----- | ------ | -- | ----- | --------------- | ----------- |
| 1  | Telenet-Fidea                      | 23    | 4      | 5  | 11    | -               | 3           |
| 2  | Cannondale-Cyclocrossworld.com     | 21    | -      | 6  | 15    | -               | -           |
| 3  | BKCP-Powerplus                     | 18    | 3      | 6  | 3     | -               | 6           |
| 4  | Landbouwkrediet                    | 12    | -      | 7  | 5     | -               | -           |
| 5  | Rabobank-Giant Off-Road Team       | 12    | -      | -  | 3     | -               | 9           |
| 6  | FDJ                                | 11    | -      | 1  | 10    | -               | -           |
| 7  | Sunweb-Revor                       | 5     | -      | -  | 3     | -               | 2           |
| 8  | Champion Systems-Keough Cyclocross | 4     | -      | -  | 4     | -               | -           |
| -  | Hüdz-Subaru                        | 4     | -      | -  | 4     | -               | -           |
| 10 | Rabobank                           | 3     | 1      | -  | 2     | -               | -           |